# Spøgelse
Spøgelser (ånder) og genfærd (aftryk) er ikke-dokumenterede fænomener der ifølge myter og øjenvidneberetninger fremstilles som mere eller mindre gennemsigtige væsner eller genstande, der optræder bestemte steder/på bestemte tidspunkter. På baggrund af disse beretninger/iagttagelser mener man at kunne opdele fænomenerne i to hovedgrupper.

## Spøgelser
Et spøgelse er et væsen, der kan udføre visse fysiske funktioner, som at rasle med kæder, sende iskold ånde ned af nakken på de levende, trække dynen af dem osv. Typisk har disse væsner i beretningerne deres opholdssted i deres grav i dagtimerne, mens de om natten står op og begiver sig til et bestemt domæne. Men selv om de følger et nogenlunde fastlagt mønster, er de stadig i stand til at improvisere, hvorfor det hævdes, at man kan tale om en art fornuftsvæsner. I enkelte sagn er sådanne spøgelser i stand til at føre samtaler, fx med den nedmanende præst.

### Definition af spøgelse
Frederic W.H. Myers (1843-1901), medstifter af det engelske selskab for psykisk forskning, definerede et spøgelse som:
"En manifestation af vedvarende personlig energi, eller en indikation på en eller anden slags kraft, knyttet til en person, der tidligere har levet på Jorden." 
Begrebet "vedvarende personlig energi" forklares ikke, men er åbenbart noget andet end fysikkens målbare energi. Mere præcist kan det siges som: "Et spøgelse er en afdød person, der på en eller anden måde giver sig til kende." Men spøgelser kan også være dyr - især heste, hunde og katte. Dertil kan genstande være spøgelser - man hører især om kommunikationsmidler som skibe ("Den flyvende hollænder") og biler.

## Genfærd
Genfærd er, som begrebet antyder, en gentagelse af en fortidig handling. Et genfærd har modsat spøgelset ingen evne til selvstændig handlen, men følger det samme handlingsforløb gang på gang. Beretninger fortæller, at mennesker undertiden har kunnet afbryde et sådant handlingsforløb, men ikke ændre det. Fænomenet er blevet forsøgt forklaret som en slags naturens filmoptagelse, hvor den optagende funktion vi kender fra bånd- og videooptagere med lagring af informationer på magnetisk materiale, også kan foregå ved at fx sten kan lagre fortidens begivenheder/information. Afspilningen sker da enten tilfældigt eller i gunstige situationer. Et eksempel er vandrehistorien om spøgelsesblafferen; et andet er genfærdet efter Ingeborg Skeel.
I 1830 fortalte The Times, at da nogle håndværkere rev en gammel stald ned i Exeter Change (en bygning i the Strand), hørte de pludselig vrinsken og trampen fra mange heste. De mente også at høre en døendes sidste suk, og at lydene var fanget i de gamle vægge. Sagen blev lidt ironisk gengivet i København-Posten:
"Hører man i gamle Huse og Slotte ofte Klinken med Glas,som ved lystige Lag, Klirren af Sværd og Sporer, seer man Riddere og Damer, hvide Koner og hvide Hunde svæve gjennem Gange og Gemakker, hvad er det? Intet Spøgeri! Toner og Billeder er det fra den gamle Tid, hvilke de forrige Beboere bragte ind i dem, og som nu have løsrevet sig." 
Da faktabøger om spøgelser kom på mode i 1970'erne, blev hypotesen populær i en tid, der var fortrolig med film og lydbånd.På engelsk taler man om recorded ghosts. Her er genfærdet en ren genspejling af fortiden. Det kan gå lige gennem væggen, hvor der en gang var en dør, eller tværs gennem en levende tilskuer, der ikke når at flygte. Optrin som trafikulykker eller store slag med soldater er beskrevet. Gorm Benzon beretter, at en ung modstandsmand blev skudt og dræbt ude i skoven i 1944. 30 år senere påstod en synsk person, at han kunne "se" episoden som i en film. Men her optrådte ikke kun afdøde, men også flere personer, der stadig var i live og ikke kendte noget til, at deres dobbeltgængere "spøgte" ude i skoven. 